# رالف بوشنر
رالف بوشنر (آلمانی: Ralf Büchner؛ زادهٔ ۳۱ اوت ۱۹۶۷) ژیمناست هنری اهل آلمان بود.